# Бауэр, Клара
Клара Бауэр (в ряде источников — Бауер; нем. Klara Bauer; 1836—1876) — немецкая писательница и музыкальный педагог, более известная под псевдонимом «Карл Детлев» (нем. Karl Detlef).

## Биография
Клара Бауэр родилась 23 июня 1836 года в немецком городке Свиноуйсьце (после Второй мировой войны находится на территории Польши) и была дочерью директора местного порта и начальника судоходства.
Когда ей исполнилось два года, семья переехала в Кротошин в Познани, куда отца перевели на должность районного администратора. В 1849 году, семья переехала в Позен, и Клара Бауэр ходила здесь в местную школу. После смерти отца она последовала за своей старшей сестрой в Бреслау и стала учительницей. 
Она сдала экзамен на преподавателя, но затем поехала в Дрезден и брала уроки игры на фортепиано у Фридриха Вика. Как пианистка она попала в семью русского генерал-лейтенанта Федора фон дер Ланница, а впоследствии жила в Санкт-Петербурге и Орле. 

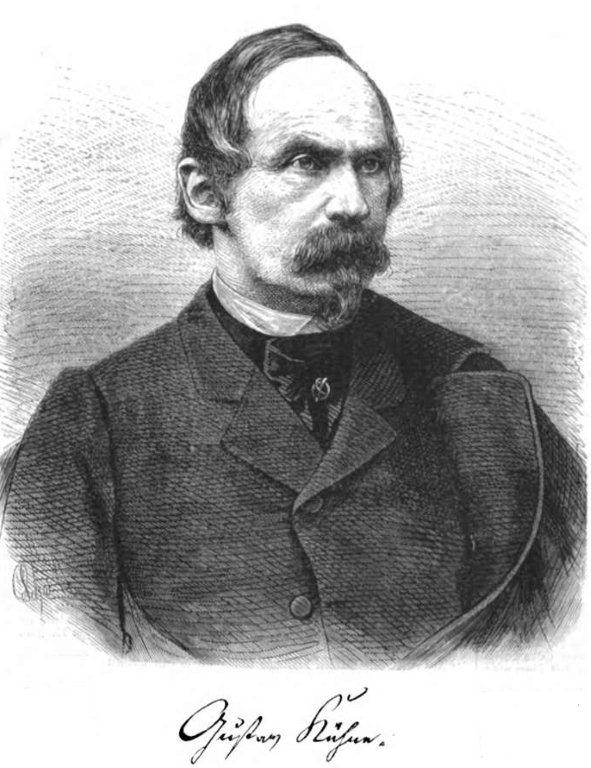
Густав Кюне

В Российской империи К. Бауэр была частым гостем в доме Отто фон Бисмарка, который в то время жил как прусский посланник при русском дворе.
Однако русский климат подорвал ее здоровье, и поэтому она снова вернулась в Дрезден в 1866 году и работала там учителем игры на фортепиано. Встреча с поэтом Густавом Кюне, наконец, сделала её писательницей. Ее первый роман «В степи» был опубликован в 1871 году и был посвящен жизни в России. 
В 1872 году она отправилась в Италию, но вернулась в Бреслау в 1875 году, страдая от чахотки, где она и умерла 29 июня 1876 года на 41-м году жизни.